# Catch the Rainbow - A Tribute to Rainbow
Catch the Rainbow - A Tribute to Rainbow è un disco di cover dell'omonima band dei Rainbow; il disco è frutto della collaborazione di noti nomi del panorama hard rock degli anni '90, ed è prodotto dall'allora batterista degli Helloween, Uli Kusch.
L'album contiene 11 brani e vede alternarsi alla voce Henne Basse (Brainstorm), Andi Deris (Helloween) e Ralf Scheepers (Primal Fear); alla sezione strumentale fanno capolino nomi altrettanto celebri del settore: Henjo Richter (Gamma Ray), Uwe Wessel (ex-Gamma Ray), Jens Becker (Grave Digger), Roland Grapow e Axel Mackenrott (dei Masterplan), Markus Großkopf e Michael Weikath (degli Helloween).

## Tracce
1. Kill the King (Henne Basse) - 4:37
2. Sixteenth Century Greensleeves (Henne Basse) - 4:33
3. Stargazer (Henne Basse) - 7:12
4. Lost in Hollywood (Henne Basse) - 4:55
5. Catch the Rainbow (Andi Deris) - 5:34
6. I Surrender (Henne Basse) - 4:20
7. Spootlight Kid (Henne Basse) - 4:51
8. Man on the Silver Mountain (Henne Basse) - 3:53
9. Rainbow Eyes (Henne Basse) - 7:05
10. Eyes of the World (Uli Kusch) - 6:47
11. Still I'm Sad (Ralf Scheepers) - 6:45

## Stile
Il disco si propone come un tributo molto fedele alle canzoni e allo stile originale dei Rainbow, semplicemente aggiornato ad una produzione più moderna.

## Formazione
- Henne Basse – voce
- Guido Bungenstock – chitarra
- Uwe Wessell – basso
- Axel Mackenrott – tastiere
- Uli Kusch – batteria, voce

### Ospiti
Strumentisti
- Chitarre
  - Henjo Richter (Gamma Ray) (traccia 1)
  - Guido Bungenstock (tracce 2, 4, 5, 6,7, 8, 9, 11)
  - Roland Grapow (Masterplan) (traccia 3)
  - Michael Weikath (Helloween) (traccia 10)
- Basso
  - Jens Becker (Grave Digger) (traccia 1)
  - Uwe Wessell (ex-Gamma Ray)(traccia 2)
  - Frank Hellmuth (tracce 3, 4, 5, 6, 10, 11)
  - Markus Großkopf (Helloween) (traccia 8)
- Tastiere e Organo
  - Markus Glossner (Helloween) (tracce 1, 2, 7, 10)
  - Jörn Ellerbrock (tracce 6, 10)
  - Ferdy Doernberg (Axel Rudy Pell) (tracce 2, 3, 5, 9)
  - Axel Mackenrott (Masterplan) (tracce 8, 11)

Cantanti
- Henne Basse (Brainstorm) (tracce 1, 2, 3, 4, 6, 7, 8, 9)
- Andi Deris (Helloween) (traccia 5)
- Uli Kusch (traccia 10)
- Ralf Scheepers (Primal Fear) (traccia 11)